# Mackintosh (single)
Mackintosh is een Engelstalig nummer van de Belgische band The Pebbles uit 1970.
Het nummer bereikte een tweede plaats in de Belgische top 30, waarin het twaalf weken verbleef. Daarnaast verscheen de single eveneens in Duitsland en Spanje alwaar het een redelijk grote hit werd.
De B-kant van de single heette "Street Named Love".

## Meewerkende artiesten
- Producer: Alain Milhaud
- Muzikanten:
  - Bob Bobott (gitaar, zang)
  - Fred Bekky (gitaar, zang)
  - Luk Smets (keyboards, zang)
  - Marcel De Cauwer (drums, percussie)
  - Miel Gielen (basgitaar, zang)